# Poplave u Španjolskoj 2024.
Poplave u Španjolskoj 2024. pogodile su različita područja jugoistočne Španjolske počevši od 29. listopada 2024., posebno u Valencijskoj zajednici, Kastilji-La Manchi i Andaluziji, što je rezultiralo jednom od najgorih prirodnih katastrofa koje su se dogodile u povijesti Španjolske, s preko 217 žrtava i golemom štetom.
U povijesti Valencije zabilježeno je nekoliko poplava počevši od 1517. do novijeg doba. Godine 1957., u listopadu, dogodila se intenzivna kiša koja je uzrokovala izlijevanje rijeke Turia i smrt najmanje 81 osobe: to je dovelo do promjena u toku rijeke koja je preusmjerena u južni dio grada, više od tri km od izvorne rute.
U listopadu 2024., četiri dana prije početka poplave, meteorolozi su upozorili na moguć drastičan pad temperatura koji bi mogao izazvati oluju s razornim učincima; međutim, bili su kritizirani i optužen za nastanak panike.
Dana 29. listopada 2024. pad hladnoće doveo je do izbijanja bujičnih poplava u jugoistočnom dijelu Španjolske, posebno utječući na Valencijsku Zajednicu. U sljedećim satima područja oko Rambla del Poyo izgubila su sve vrste telekomunikacija i električne energije, a do 14 sati svi uredi su zatvoreni i evakuirani.
U poslijepodnevnim satima, usprkos upozorenju, hitne službe izdale su nova upozorenja. U 18 sati zabilježen je novi rekord u Španjolskoj s više od 179,4 mm kiše u jednom satu. Oko 19.25 srušen je most u Picanyi, dok je kasnije zatražena intervencija španjolske vojske. Situacija se pogoršala diljem Horta Suda, posebno utječući na Camp de Túria i Requena-Utiel.
Istog dana, druge regije poput Andaluzije i Kastilje-La Manche pogodile su izvanredne kiše, pokrenuvši klizišta, odrone i poplave. Ostala područja manje pogođena bila su Murcia i Aragon.

## Galerija
- Posljedice poplava u Španjolskoj.
- Stanje nakon poplave u Catarroji.
- Poplava u Sedavíju.
- Kolaps fasade na zgradi.